# Jan Kolář (Eishockeyspieler, 1981)
Jan Kolář (* 21. März 1981 in Boskovice, Tschechoslowakei) ist ein ehemaliger tschechischer Eishockeyspieler, der über viele Jahre beim HC Pardubice in der tschechischen Extraliga aktiv war. Seit 2019 gehört er zum erweiterten Trainerstab des Clubs.

## Karriere
Jan Kolář begann seine Karriere als Eishockeyspieler beim HC Pardubice, für dessen Profimannschaft er in der Saison 1999/2000 sein Debüt in der Extraliga gab. In seinem Rookiejahr erzielte er in 15 Spielen je ein Tor und eine Vorlage. In der folgenden Spielzeit lief er parallel für Pardubice in der Extraliga und den HC Berounští Medvědi in der zweitklassigen 1. Liga auf. Die gesamte Hauptrunde der Saison 2001/02 verbrachte der Flügelspieler beim Zweitligisten HC Dukla Jihlava, ehe er für die Extraliga-Playoffs zum HC Pardubice zurückkehrte.
Ab der Saison 2002/03 war Kolář Stammspieler beim HC Pardubice in der Extraliga, kam bis 2008 jedoch weiterhin gelegentlich in der 1. Liga für den HC Hradec Králové zu Einsätzen. Mit Pardubice scheiterte er 2003 und 2007 jeweils erst im Playoff-Finale, in den Spielzeiten 2004/05 und 2009/10 gewann er mit seiner Mannschaft jeweils den tschechischen Meistertitel.
2012 konnte er diesen Erfolg wiederholen, ehe er im Mai des gleichen Jahres zusammen mit Petr Koukal von Neftechimik Nischnekamsk aus der Kontinentalen Hockey-Liga verpflichtet wurde. Für Neftechimik absolvierte er jedoch nur sechs KHL-Partien, ehe er im September 2013 zu seinem Heimatverein zurückkehrte. Während der Saison 2012/14 wurde er zeitweise an den HC Slavia Prag und Neftechimik  ausgeliehen. Im Januar 2016 wurde Kolář abermals in die zweite Spielklasse verliehen und gewann am Saisonende mit dem HC Dukla Jihlava die Meisterschaft der 1. Liga.  Im Juli 2016 wechselte der Tscheche zum EK Zell am See und beendete dort 2018 seine Karriere.
Seit 2019 gehört er zum erweiterten Trainerstab des HC Dynamo Pardubice.

### International
Für Tschechien nahm Kolář 2004 an der Euro Hockey Tour teil. Im Turnierverlauf erzielte er in neun Spielen ein Tor und gab drei Vorlagen.

## Erfolge und Auszeichnungen
- 2003 Tschechischer Vizemeister mit dem HC Pardubice
- 2005 Tschechischer Meister mit dem HC Pardubice
- 2007 Tschechischer Vizemeister mit dem HC Pardubice
- 2010 Tschechischer Meister mit dem HC Pardubice
- 2012 Tschechischer Meister mit dem HC Pardubice
- 2016 Meister der 1. Liga mit dem HC Dukla Jihlava

## Extraliga-Statistik
(Stand: Ende der Saison 2015/16)